# Янгикурганский район
Янгикурганский район (тума́н; узб. Yangiqo’rg’on tumani / Янгикўрғон тумани) — район в Наманганской области Узбекистана. Административный центр — городской посёлок Янгикурган.

## История
Янги-Курганский район был образован 29 сентября 1926 года. 18 января 1938 года вошёл в состав Ферганской области. 6 марта 1941 года отошёл к Наманганской области. 18 мая 1959 года к Янги-Курганскому району был присоединён Чартакский район. 25 января 1960 года передан в Андижанскую область. 18 декабря 1967 года возвращён в состав Наманганской области.

## Административно-территориальное деление
По состоянию на 1 января 2011 года в состав района входят:
- 19 городских посёлков:

1. Бекабад,
2. Говазон,
3. Заркент,
4. Исковот,
5. Калишох,
6. Кизилкиек,
7. Кораенгок,
8. Кораполвон,
9. Корачашуркент,
10. Кукер,
11. Навкент,
12. Нанай,
13. Парамон,
14. Ровут,
15. Сангистон,
16. Солман,
17. Хужашуркент,
18. Юмалок Тепа,
19. Янгикурган.

- 11 сельских сходов граждан:

1. Бекабад,
2. Бирлашкан,
3. Зарбдор,
4. Заркент,
5. Истиклол,
6. Карапалван,
7. Наврузабад,
8. Нанай,
9. Новкент,
10. Парамон,
11. Шарк Юлдузи.